# Distretto di Ahafo Ano Sud Est
Il distretto di Ahafo Ano Sud Est (ufficialmente Ahafo Ano South East District, in inglese) è un distretto della regione di Ashanti del Ghana.
Il distretto è stato costituito nel 2018 scorporando del territorio dal distretto di Ahafo Ano Sud (poi rinominato distretto Ahafo Ano Sud Ovest).
Capoluogo del distretto è la città di Dwinyame/Adugyama.